# All-Star Game de la NBA 1988
El 38.º All-Star Game de la NBA de la historia se disputó el día 8 de febrero de 1988 en el Chicago Stadium de Chicago, Illinois, por segunda vez en su historia, tras la edición de 1973, ante 18.403 espectadores. El equipo de la Conferencia Este estuvo dirigido por Mike Fratello, entrenador de Atlanta Hawks y el de la Conferencia Oeste por Pat Riley, de Los Angeles Lakers. La victoria correspondió al equipo del Este por 138-133. Fue elegido MVP del All-Star Game de la NBA el escolta de los Bulls Michael Jordan, que lideró al equipo del Este consiguiendo 40 puntos, 8 rebotes, 3 asistencias, 4 robos de balón y 4 tapones, siendo la segunda anotación más alta tras los 42 puntos conseguidos por Wilt Chamberlain en 1962. Se aseguró el trofeo tras anotar 16 puntos en los últimos 5 minutos y 51 segundos de partido. Por el Oeste destacó Karl Malone, que consiguió 22 puntos y 10 rebotes. Por su parte, Kareem Abdul-Jabbar jugó su decimoséptimo All-Star con 40 años cumplidos, anotando 10 puntos para superar el récord que poseía Oscar Robertson de más puntos en este tipo de partidos, con 246, uno menos que el pívot angelino.
Se disputaron también el sábado anterior el Concurso de triples y el de mates. En el primero, en su tercera edición, resultó ganador por tercera vez consecutiva el alero de los Celtics Larry Bird, que ganó en la final a Dale Ellis por 17-15. En el concurso de mates, el ganador fue de nuevo Michael Jordan, de Chicago Bulls, que ante su público derrotó a Dominique Wilkins en la final por 147-145.

## Estadísticas

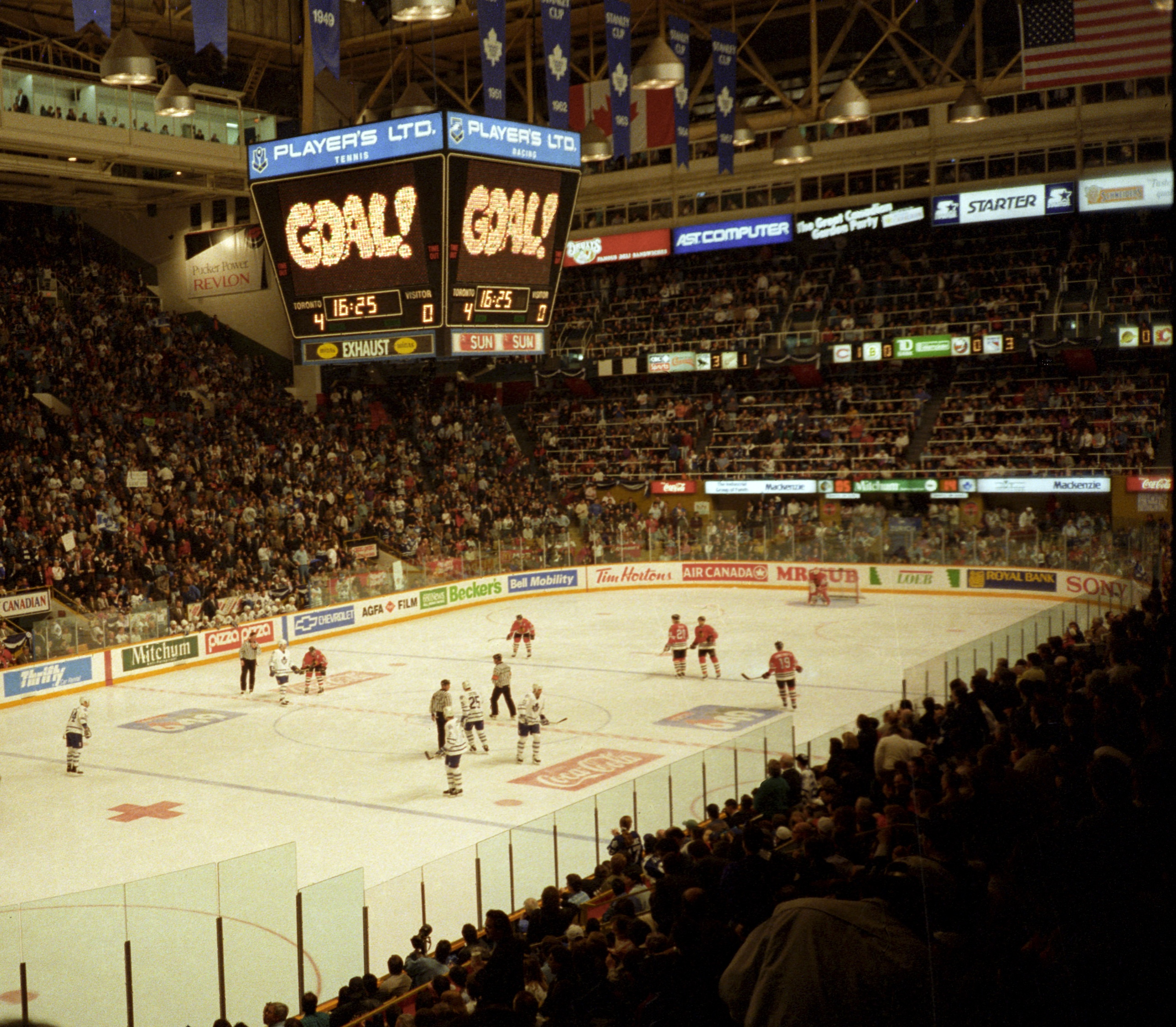
Interior del Chicago Stadium, sede del All-Star de 1988.

### Conferencia Oeste
| CONFERENCIA OESTE   |             |     |     |     |     |     |     |     |     |
| Jugador             | Equipo      | MIN | TCA | TCI | TLA | TLI | REB | AST | PTS |
| Alex English        | Denver      | 22  | 5   | 10  | 0   | 0   | 3   | 4   | 10  |
| Karl Malone         | Utah        | 33  | 9   | 19  | 4   | 5   | 10  | 2   | 22  |
| Hakeem Olajuwon     | Houston     | 28  | 8   | 13  | 5   | 7   | 9   | 2   | 21  |
| Earvin Johnson      | L.A. Lakers | 39  | 4   | 15  | 9   | 9   | 6   | 19  | 17  |
| Lafayette Lever     | Denver      | 31  | 7   | 14  | 3   | 4   | 4   | 3   | 17  |
| Mark Aguirre        | Dallas      | 12  | 5   | 10  | 3   | 3   | 1   | 1   | 14  |
| Kareem Abdul-Jabbar | L.A. Lakers | 14  | 4   | 9   | 2   | 2   | 4   | 0   | 10  |
| Alvin Robertson     | San Antonio | 12  | 1   | 3   | 0   | 0   | 0   | 1   | 2   |
| Xavier McDaniel     | Seattle     | 13  | 1   | 9   | 0   | 0   | 2   | 0   | 2   |
| Clyde Drexler       | Portland    | 15  | 3   | 5   | 6   | 6   | 5   | 0   | 12  |
| James Worthy        | L.A. Lakers | 13  | 2   | 8   | 0   | 1   | 3   | 1   | 4   |
| James Donaldson     | Dallas      | 8   | 0   | 0   | 2   | 2   | 6   | 1   | 2   |
| Totales             |             | 240 | 49  | 115 | 34  | 39  | 53  | 34  | 133 |

MIN: Minutos. TCA: Tiros de campo anotados. TCI: Tiros de campo intentados. TLA: Tiros libres anotados. TLI: Tiros libres intentados. REB: Rebotes. AST: Asistencias. PTS: Puntos

### Conferencia Este
| CONFERENCIA ESTE  |              |     |     |     |     |     |     |     |     |
| Jugador           | Equipo       | MIN | TCA | TCI | TLA | TLI | REB | AST | PTS |
| Larry Bird        | Boston       | 32  | 2   | 8   | 2   | 2   | 7   | 1   | 6   |
| Dominique Wilkins | Atlanta      | 30  | 12  | 22  | 5   | 6   | 5   | 0   | 29  |
| Moses Malone      | Washington   | 22  | 2   | 6   | 3   | 6   | 9   | 2   | 7   |
| Isiah Thomas      | Detroit      | 28  | 4   | 10  | 0   | 0   | 2   | 15  | 8   |
| Michael Jordan    | Chicago      | 29  | 17  | 23  | 6   | 6   | 8   | 3   | 40  |
| Patrick Ewing     | New York     | 16  | 4   | 8   | 1   | 1   | 6   | 0   | 9   |
| Glenn Rivers      | Atlanta      | 16  | 2   | 4   | 5   | 11  | 3   | 6   | 9   |
| Kevin McHale      | Boston       | 14  | 0   | 1   | 2   | 2   | 1   | 1   | 2   |
| Charles Barkley   | Philadelphia | 15  | 1   | 4   | 2   | 2   | 3   | 0   | 4   |
| Danny Ainge       | Boston       | 19  | 4   | 11  | 1   | 2   | 3   | 2   | 12  |
| Brad Daugherty    | Cleveland    | 15  | 6   | 7   | 0   | 0   | 3   | 1   | 12  |
| Maurice Cheeks    | Philadelphia | 4   | 0   | 0   | 0   | 0   | 2   | 1   | 0   |
| Totales           |              | 240 | 54  | 104 | 27  | 38  | 52  | 32  | 138 |

MIN: Minutos. TCA: Tiros de campo anotados. TCI: Tiros de campo intentados. TLA: Tiros libres anotados. TLI: Tiros libres intentados. REB: Rebotes. AST: Asistencias. PTS: Puntos

## Sábado

### Concurso de Triples
- Detlef Schrempf (Dallas Mavericks)
- Michael Cooper (Los Angeles Lakers)
- Danny Ainge (Boston Celtics)
- Larry Bird (Boston Celtics)
- Dale Ellis (Seattle Supersonics)
- Craig Hodges (Milwaukee Bucks)
- Mark Price (Cleveland Cavaliers)
- Trent Tucker (New York Knicks)
- Byron Scott (Los Angeles Lakers)
  - VENCEDOR: Larry Bird

### Concurso de Mates
| Jugador                     | 1ª ronda   | Semifinales    | Final          |
| --------------------------- | ---------- | -------------- | -------------- |
| Michael Jordan (Chicago)    | 94 (47+47) | 145 (50+48+47) | 147 (50+47+50) |
| Dominique Wilkins (Atlanta) | 96 (49+47) | 143 (49+47+47) | 145 (50+50+45) |
| Clyde Drexler (Portland)    | 88 (44+44) | 133 (45+42+46) |                |
| Otis Smith (Golden State)   | 87 (40+47) | 109 (45+22+42) |                |
| Jerome Kersey (Portland)    | 79 (41+38) |                |                |
| Greg Anderson (San Antonio) | 76 (42+34) |                |                |
| Spud Webb (Atlanta)         | 52 (34+18) |                |                |